# Генерал-прокурор
Генера́л-прокуро́р — одна из высших государственных должностей в Российской империи, глава Правительствующего сената, наблюдавший за законностью деятельности правительственных учреждений. Статский чин 3-го класса согласно Табели о рангах, учреждённой Петром I 24 января 1722 года.

## История
Должность генерал-прокурора учреждена Петром I 12 января 1722 года. Её предшественником, но с меньшими полномочиями, была должность генерал-ревизора, существовавшая в 1715—1718 годах. Первым генерал-прокурором был назначен П. И. Ягужинский.
Генерал-прокурор изначально являлся главой сенатской канцелярии и заведовал сенатским делопроизводством; одновременно руководил прокуратурой, которая состояла из трёхступенчатой системы контроля над Сенатом и всеми административными и судебными учреждениями, — как центральными, так и местными. Помощником генерал-прокурора в Сенате являлся обер-прокурор. Контроль за деятельностью органов власти осуществлялся через подчинённых — прокуроров и фискалов.
В первоначальные обязанности генерал-прокурора входили проверка соответствия сенатских решений действующим законам, а также надзор за благочинием во время заседаний. Генерал-прокурор был также посредником в делах между Сенатом и государем. Надзор способствовал приведению в порядок производство дел как в самом присутствии Сената, так и в его канцелярии; значение Сената как действенного органа власти выросло. С другой стороны, учреждение должности генерал-прокурора лишило Сенат его прежней относительной независимости; нередко будучи по закону равным всему Сенату, генерал-прокурор во многих делах фактически преобладал над ним.
После смерти Петра I значение должности упало вместе с влиянием самого Сената: наибольшими полномочиями стал обладать Верховный тайный совет, учреждённый 8 февраля 1726 года. Генерал-прокурор Ягужинский был назначен резидентом в Польшу, и должность генерал-прокурора фактически упразднилась; номинальное исполнение её было поручено обер-прокурору Воейкову, не имевшему никакого влияния в Сенате.
В марте 1730 года, после упразднения императрицей Анной Иоанновной Верховного тайного совета, Сенат был восстановлен в своих полномочиях, а в октябре было признано необходимым восстановить должность генерал-прокурора; однако уже через год, после учреждения нового центрального органа власти — Кабинета (в составе трёх кабинет-министров) — влияние Сената вновь упало; назначения на должность не произошло. В междуцарствие от смерти Анны Иоанновны и до воцарения Елизаветы Петровны роль Сената стала возрастать; должность генерал-прокурора была восстановлена, на неё назначен был князь Н. Ю. Трубецкой.
12 декабря 1741 года, вскоре после вступления на престол, императрица Елизавета Петровна издала указ об упразднении Кабинета и о восстановлении Правительствующего сената; удобный князь Трубецкой остался в своей должности и занимал этот пост почти всё время правления императрицы, в его подчинении находилась также всесильная Тайная канцелярия. Через его руки прошли все заметные политические суды елизаветинского правления: дела А. И. Остермана, Б. Х. Миниха в 1742 году; дело генерал-фельдмаршала С. Ф. Апраксина в 1757 году и канцлера Бестужева-Рюмина в 1758 году.
В 1762 году, по восшествии на престол, Екатерина II существенно реформировала Сенат; на должность генерал-прокурора был назначен князь А. А. Вяземский. Он входил в число особо доверенных лиц Екатерины, ему она поручала немало сложных дел. Через некоторое время в круг обязанностей генерал-прокурора уже входило заведование юстицией, финансами, государственным казначейством и, как прежде, государственным надзором за органами власти. Как и его предшественники на посту, он возглавил орган политического сыска — Тайную экспедицию, «наследницу» Тайной канцелярии. Он руководил следствием по делам Е. Пугачева и других самозванцев (лже-Петров Третьих), А. Н. Радищева, издателя Н. И. Новикова и других. После его отставки в 1792 году круг обязанностей генерал-прокурора был распределён среди нескольких чиновников.
При реформе государственного управления, предпринятой Александром I, с 1802 года должность главы Сената была соединена с должностью министра юстиции и приобрела свой окончательный круг обязанностей: генерал-прокурор являлся начальником прокуратуры и канцелярии Сената, а также пользовался правом надзора за деятельностью должностных лиц всего судебного ведомства. Без существенных изменений должность генерал-прокурора существовала до февральской революции 1917 года.

## Генерал-прокуроры по годам

### Генерал-прокуроры, главы Правительствующего сената
- Ягужинский, Павел Иванович: 12.01.1722 — 06.04.1735 (с перерывом в 1726-30)
- Трубецкой, Никита Юрьевич: 28.04.1740 — 15.08.1760
- Шаховской, Яков Петрович: 15.08.1760 — 25.12.1761
- Глебов, Александр Иванович: 25.12.1761 — 03.02.1764
- Вяземский, Александр Алексеевич: 03.02.1764 — 17.09.1792
- Самойлов, Александр Николаевич: 17.09.1792 — 04.12.1796
- Куракин, Алексей Борисович: 04.12.1796 — 08.08.1798
- Лопухин, Пётр Васильевич: 08.08.1798 — 07.07.1799
- Беклешов, Александр Андреевич: 07.07.1799 — 02.02.1800
- Обольянинов, Пётр Хрисанфович: 02.02.1800 — 16.03.1801
- Беклешов, Александр Андреевич: 16.03.1801 — 08.09.1802

### Генерал-прокуроры, одновременно министры юстиции
- Державин, Гавриил Романович: 08.09.1802 — 07.10.1803
- Лопухин, Пётр Васильевич: 08.10.1803 — 01.01.1810
- Дмитриев, Иван Иванович: 01.01.1810 — 30.08.1814
- Трощинский, Дмитрий Прокофьевич: 30.08.1814 — 25.08.1817
- Лобанов-Ростовский, Дмитрий Иванович: 25.08.1817 — 18.10.1827
- Долгорукий Алексей Алексеевич: 18.10.1827 — 20.09.1829
- Дашков, Дмитрий Васильевич: 20.09.1829 — 14.02.1839
- Блудов, Дмитрий Николаевич: 15.02.1839 — 31.12.1839
- Панин, Виктор Никитич: 31.12.1839 — 21.10.1862
- Замятнин, Дмитрий Николаевич: 21.10.1862 — 18.04.1867
- Урусов, Сергей Николаевич: 18.04.1867 — 15.10.1867
- Пален, Константин Иванович: 15.10.1867 — 30.05.1878
- Набоков, Дмитрий Николаевич: 30.05.1878 — 06.11.1885
- Манасеин, Николай Авксентьевич: 06.11.1885 — 01.01.1894
- Муравьёв, Николай Валерианович: 01.01.1894 — 14.01.1905
- Манухин, Сергей Сергеевич: 21.01.1905 — 16.12.1905
- Акимов, Михаил Григорьевич: 16.12.1905 — 24.04.1906
- Щегловитов, Иван Григорьевич: 24.04.1906 — 06.07.1915
- Хвостов, Александр Алексеевич: 06.07.1915 — 07.07.1916
- Макаров, Александр Александрович: 07.07.1916 — 20.12.1916
- Добровольский, Николай Александрович: 20.12.1916 — 28.02.1917

Министры юстиции Временного правительства, не являвшиеся одновременно генерал-прокурорами
- Керенский, Александр Фёдорович: 02.03.1917 — 05.05.1917
- Переверзев, Павел Николаевич: 05.05.1917 — 06.07.1917
- Ефремов, Иван Николаевич: 10.07.1917 — 24.07.1917
- Зарудный, Александр Сергеевич: 25.07.1917 — 02.09.1917
- Демьянов, Александр Алексеевич: 03.09.1917 — 25.091917
- Малянтович, Павел Николаевич: 25.09.1917 — 25.10.1917